# ألكسيس هال
ألكسيس هال (بالإنجليزية: Alexis Hall)‏ هي عارضة وممثلة بريطانية، ولدت في 23 يناير 1980 في المملكة المتحدة.

## وصلات خارجية
- ألكسيس هال على موقع IMDb (الإنجليزية)